# Monte Bego
Monte Bego – szczyt w Alpach Nadmorskich, części Alp Zachodnich. Leży w południowej Francji w regionie Prowansja-Alpy-Lazurowe Wybrzeże, przy granicy z Włochami. Szczyt można zdobyć ze schroniska Rrifugio delle Meraviglie. Leży na terenie Parku Narodowego Mercantour.
W dolinach wcinających się w zbocza Monte Bego zachowało się prawie 40 000 prehistorycznych rysunków wyrytych na skałach. Przeważnie powstały w epoce brązu, choć niektóre mogą się wiązać z neolitem.  

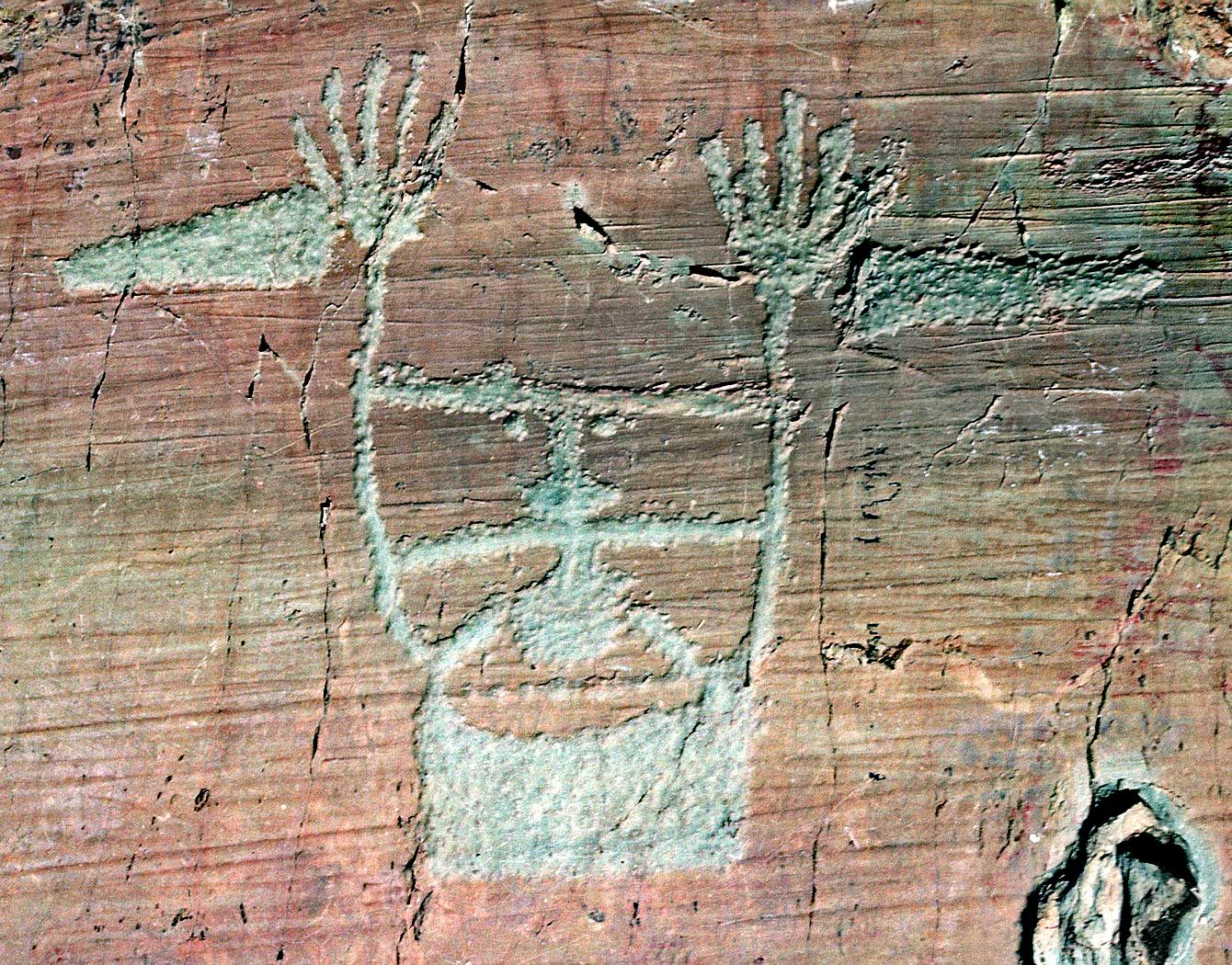
Prehistoryczny ryt naskalny w dolinie masywu Bego.